# Anosia kyllene
Anosia kyllene är en fjärilsart som beskrevs av Hans Fruhstorfer 1910. Anosia kyllene ingår i släktet Anosia och familjen praktfjärilar. Inga underarter finns listade i Catalogue of Life.